# Eupithecia costisignata
Eupithecia costisignata är en fjärilsart som beskrevs av Karl Dietze 1904. Eupithecia costisignata ingår i släktet Eupithecia och familjen mätare. Inga underarter finns listade i Catalogue of Life.